# Still Country
| Recensione | Giudizio |
| ---------- | -------- |
| AllMusic   | [ 3 ]    |

Still Country è il 38° album in studio della cantante di musica country statunitense Loretta Lynn, pubblicato nel 2000.
Si tratta del primo disco messo sul commercio dall'artista dopo oltre dieci anni: il precedente Who Was That Stranger era uscito nel 1988.

## Tracce

### CD
1. On My Own Again – 4:06 (Randy Scruggs)
2. God's Country – 2:36 (Loretta Lynn)
3. Table for Two – 3:35 (Max D. Barnes, Vince Gill)
4. Working Girl – 3:34 (Randy Scruggs, Matraca Berg)
5. I Can't Hear the Music – 3:41 (Loretta Lynn, Cody James, Kendal Franceschi)
6. Country in My Genes – 3:10 (Larry Cordle, Betty Key, Larry Shell)
7. Hold Her – 3:23 (Don Wayne, Irene Kelley)
8. Don't Open That Door – 3:19 (Jerry Salley, Coley McCabe, Robin Lee Bruce)
9. Somewhere Someone's Falling in Love – 3:02 (John Prine, Donnie Fritts)
10. The Blues Ain't Workin' on Me – 3:04 (Tom Shapiro, George Teren)

## Musicisti
- Loretta Lynn - voce
- Randy Scruggs - chitarra acustica, chitarra a 12 corde, banjo
- Steve Gibson - chitarra elettrica
- Dan Dugmore - chitarra steel
- Lloyd Maines - chitarra steel
- Earl Scruggs - banjo (brani: God's Country e Country in My Genes)
- John Hobbs - pianoforte, sintetizzatore
- Stuart Duncan - fiddle (brani: Hold Her e On My Own Again)
- Glen Duncan - fiddle, mandolino
- Glenn Worf - basso elettrico, contrabbasso
- Paul Leim - batteria, percussioni
- Ron "Snake" Reynolds - percussioni aggiunte
- Liana Manis - accompagnamento vocale, cori
- Dennis Wilson - accompagnamento vocale, cori
- Curtis Young - accompagnamento vocale, cori
- Matraca Berg e Carolyn D. Johnson - accompagnamento vocale e cori aggiunti (brano: Working Girl)

Note aggiuntive
- Randy Scruggs - produttore (per la Randy Scruggs Productions)
- Bridgett Petraitis - coordinatrice della produzione
- Registrato e mixato al Scruggs Sound Studio da Ron "Snake" Reynolds
- Bob Bullock - ingegnere sovraincisioni
- Mastering effettuato al Masterfonics da Benny Quinn
- Peter Nash - foto copertina CD
- Chris Ferrara e Team Design - design copertina CD

## Classifica
Album
| Anno | Classifica         | Posizione raggiunta |
| ---- | ------------------ | ------------------- |
| 2000 | Top Country Albums | 37                  |